# إبرو شام
إبرو شام (بالتركية: Ebru Şam)‏ (من مواليد 18 أغسطس 1990، ألمانيا ) هي ممثلة وعارضة أزياء تركية.

## فيلموغرافيا
| التلفزيون | التلفزيون       |
| سنة       | إنتاج           |
| --------- | --------------- |
| 2010      | أضنالي          |
| 2010      | نبض الحياة      |
| 2011      | زاهى الألوان    |
| 2011      | الأحياء الفقيرة |
| 2013-2014 | بين نارين       |
| 2022      | تطابق مثالي     |
| 2023      | المنظمة         |
| إنترنت    |                 |
| سنة       | إنتاج           |
| 2023      | #adaleTT        |

## الجوائز
| سنة  | جائزة           | فئة | نتيجة |
| ---- | --------------- | --- | ----- |
| 2009 | ملكة جمال تركيا |     | فوز   |

## روابط خارجية
- إبرو شام على إنستغرام